# Rothe House
La Rothe House è una casa della città di Kilkenny, costruita in stile Tudor, ed è il miglior esempio in Irlanda di casa di mercanti.
La casa, risalente al XVI secolo, fu costruita attorno ad una serie di cortili e oggi ospita un piccolo museo che espone cimeli della cultura popolare locale. Durante alcuni lavori di restauro, nel 1850 fu ritrovato uno stendardo della Confederazione, ora custodito nel National Museum di Dublino.